# Aérodrome de Zyryanka-Ouest
Ne doit pas être confondu avec Aéroport de Zyryanka.

L'aérodrome de Zyrianka-Ouest est un aéroport de Russie, situé à 8 km ouest de Zyrianka, raïon de la Haute-Kolyma dans la République de Sakha, en Russie. Il a été construit pendant la Seconde Guerre mondiale pour la route aérienne Alaska-Sibérie ( ALSIB ) utilisée pour transporter les avions américains du prêt-bail vers le front de l'Est. Il n'est utilisé que lorsque l'aérodrome principal de Zyrianka ne peut pas être utilisé. 

## Compagnies aériennes et destinations
| Compagnies       | Destinations |
| ---------------- | ------------ |
| Yakutia Airlines | Iakoutsk     |